# Kiry

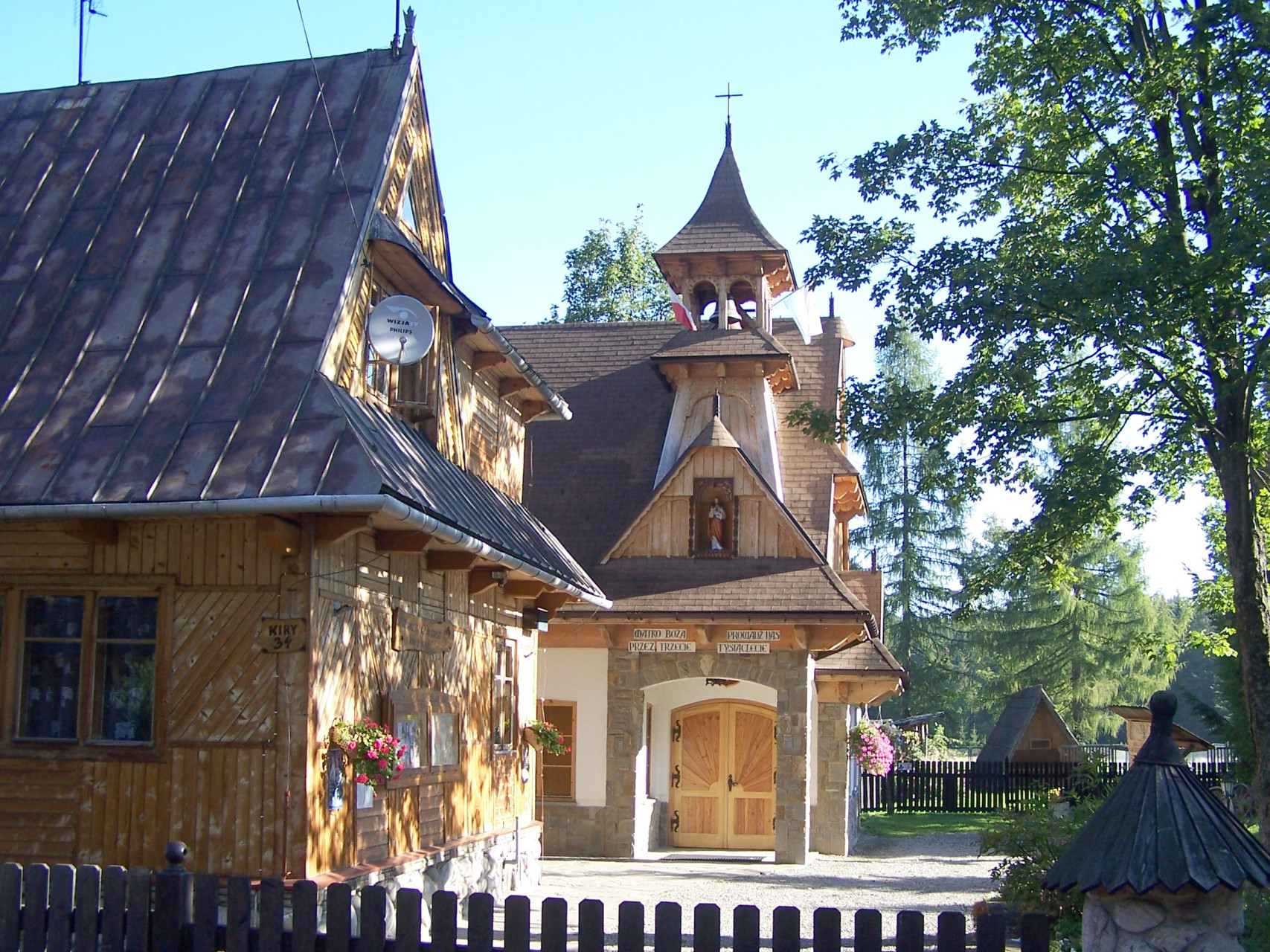
Kaplica Matki Boskiej Gietrzwałdzkiej w Leśnickich Kirach

Kiry – część wsi Kościelisko w Polsce w województwie małopolskim, w powiecie tatrzańskim,  w gminie Kościelisko.
Kiry położone są u wylotu Doliny Kościeliskiej, znane jako punkt wypadowy wycieczek kierowanych do tej doliny Kościeliskiej i w jej okolice.

## Układ osiedla
Na Kiry składają się trzy polany:
- Kira Leśnicka (położona na zachód od wejścia do doliny)
- Niżnia Kira Miętusia (położona na wschód od wejścia do doliny)
- Wyżnia Kira Miętusia (leżąca w samej Dolinie Kościeliskiej na terenie TPN).

## Historia
Nazwa Kir pochodzi od gwarowego określenia zakrętu drogi, ścieżki lub rzeki i brzmiącego kira lub kiera. Drugie człony nazw pochodzą od wsi do których należały: Leśnicka od Leśnicy, a Miętusia od Miętustwa. Zachowane dokumenty z 1646 potwierdzają nadanie praw własności Kir przez króla Władysława IV Wazę dla sołtysów Łasiów z położonej na wschodnim Podhalu wsi Leśnicy. Mieli oni tutaj szopy na siano. W połowie XIX w Kirach istniały chatki węglarzy wypalających węgiel drzewny i funkcjonował tartak wodny z gonciarnią. Później przeniesiono tutaj także ze Starych Kościelisk leśniczówkę. Przed II wojną światową w Kirach oprócz tej leśniczówki było jeszcze 10 domostw i nierentowny tartak. W latach 1920–1930 stacjonowała tutaj Kompania Wysokogórska Wojska Polskiego.
W latach 1975–1998 Kiry administracyjnie należały do województwa nowosądeckiego.
Jeszcze w XX w. polan używano do przechowywania siana oraz masowego wypasu owiec. Obecnie na polanach leżących poza terenami TPN znajdują się góralskie zabudowania, kaplica Matki Boskiej Gietrzwałdzkiej (wzniesiona w 1972 r. przez zakon kanoników laterańskich), przystanek PKS i busów, postój dorożek, gospoda Słowińskich (aktualnie pod nazwą Harnaś), kiosk, sklep i parkingi. Głębiej znajduje się poczta, bar Hajduk, ośrodki wczasowe i pensjonaty, a także stadion biathlonowy. Na Wyżniej Miętusiej Kirze prowadzony jest obecnie kulturowy wypas owiec, a w stojącym tu szałasie można kupić oscypki, bundz i żętycę.
Przez osiedle biegnie szosa z Zakopanego do Witowa i dalej (Chochołów, Czarny Dunajec).

## Szlaki turystyczne
– zielony z Pałkówki przez Butorowy Wierch, Budzówkę, Rysiulówkę i Groń do Kir, a dalej dnem Doliny Kościeliskiej do schroniska na Hali Ornak:
- Czas przejścia z Butorowego Wierchu do Kir: 1:25 h, ↑ 1:40 h
- Czas przejścia z Kir do schroniska: 1:40 h, ↓ 1:35 h

 – znakowany zielono szlak z Siwej Polany u wylotu Doliny Chochołowskiej przez Polanę Biały Potok do Kir, a stąd już dalej jako nieoznakowana Droga pod Reglami wzdłuż granicy lasu do Zakopanego.
- Czas przejścia z Siwej Polany do Kir: 50 min w obie strony
- Odległość z Kir do wylotu Doliny Małej Łąki: 3,0 km